# 聖母子を描く聖ルカ (エル・グレコ)
『聖母子を描く聖ルカ』（せいぼしをえがくせいルカ、希: Ο Ευαγγελιστής Λουκάς ζωγραφίζει εικόνα της Θεοτόκου、英: St Luke Painting the Virgin and Child）は、クレタ島出身のマニエリスム期スペインの巨匠エル・グレコが板に貼りつけられたキャンバス上にテンペラと金で制作した絵画である。画家の最初期の作品の1つで、彼がクレタ島で制作していた時期の1560-1567年に描かれた。画架の下の椅子上に署名がされている。ディミトリオス・シシリアーノス( Dimitrios Sicilianos) から寄贈された作品で、アテネのベナキ美術館に所蔵されている。

## 主題

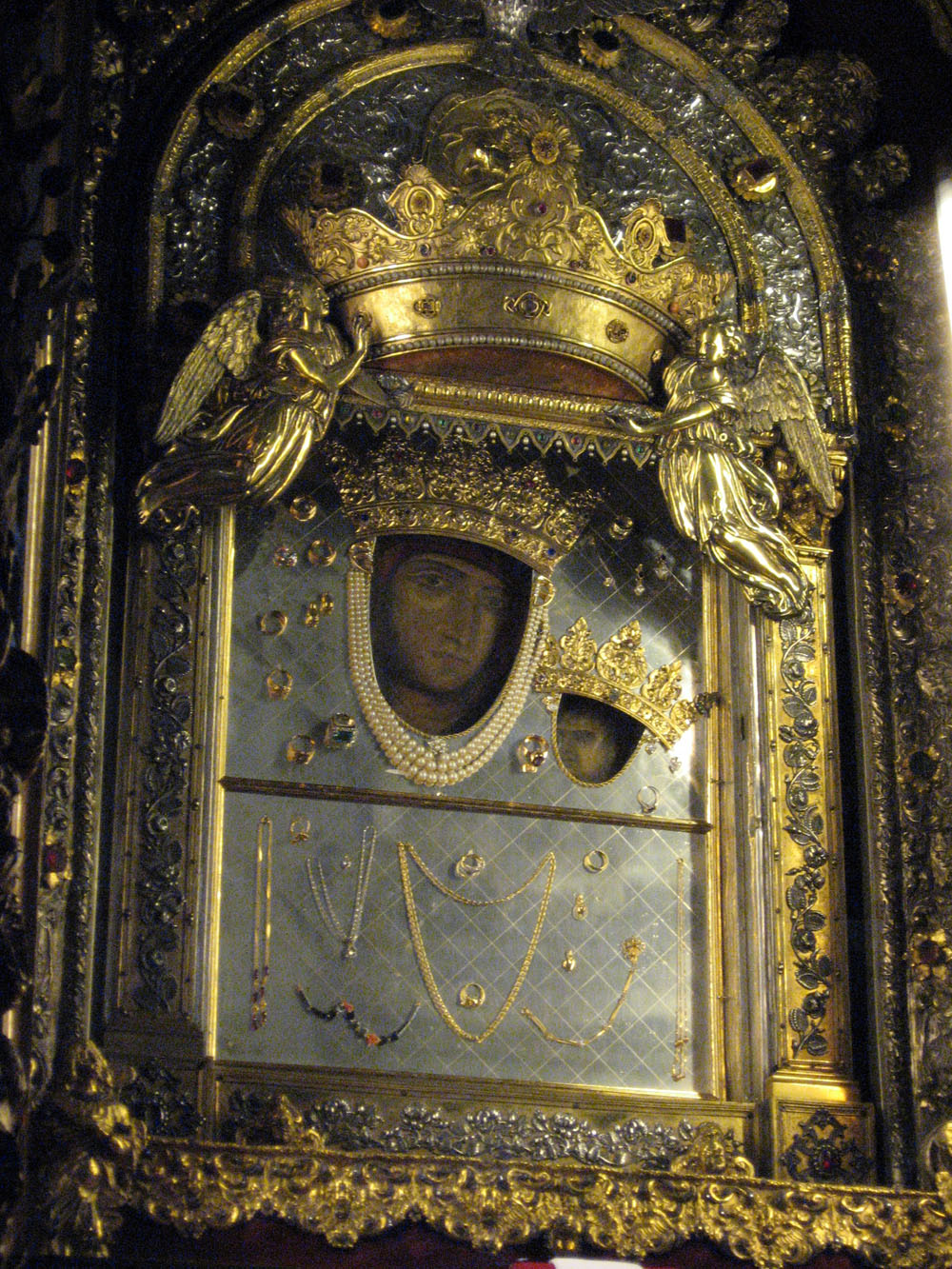
聖ルカ作とされる聖母のイコン、マドンナ・ディ・サン・ルカ教会、ボローニャ

本作の主題は、キリスト教に改宗したシリア人の医師聖ルカである。彼の著作「ルカによる福音書」はほかの福音書に比べて、イエス・キリストの生誕と幼年期についての詳しいエピソードが目につく。そのため聖母マリアを直接知る使徒という伝説が生まれた。さらに同じく聖ルカが著した「使徒言行録」の文体が細やかなため、彼は画家に匹敵する観察眼を持つと考えられるようになった。ルカの画家としてのイメージはここから派生している。実際、彼の手になるとされる数点の聖母子像が現代に伝わっている。

## 作品
1983年に、『聖母の死』 (聖母の死聖教会、エルムポリ) の画面下部中央に見える枝付き燭台の基底部にエル・グレコの署名が発見された。この作品の発見により、「Doménicos」という署名のあるほかの3点、すなわち本作、『モデナの三連祭壇画』(エステンセ美術館、モデナ)、そして『東方三博士の礼拝』 (ベナキ美術館、アテネ) がエル・グレコに帰属されることとなった。さらに、署名のあるなしにかかわらず、1566年に描かれた『キリストの受難 (天使のいるピエタ)』 (個人蔵) などほかの作品もエル・グレコの作品として認められるようになった。
本作、とりわけ聖ルカの姿は大きな損傷を被っているが、画面の大半は影響を受けておらず、判別できる。聖ルカが描いているのはホデゲトリア (聖母マリアが、抱いているイエス・キリストを人類救済の源として指している図像) の聖母で、この型の聖母はコンスタンティノープルの守護聖人である。
エル・グレコは、画架上の聖母子のイコンに関してはビザンチン美術の規範に厳格に則っている。しかし、画家は画面のほかの部分ではより自由に描いている。本作は、エル・グレコがイタリアの版画から採り入れたルネサンス美術の要素をビザンチン的構図の中に組み入れている点において、過渡期の作品となっている。クレタ島を離れる以前に、画家はすでに西洋美術の様式に傾いていたのである。

## ギャラリー

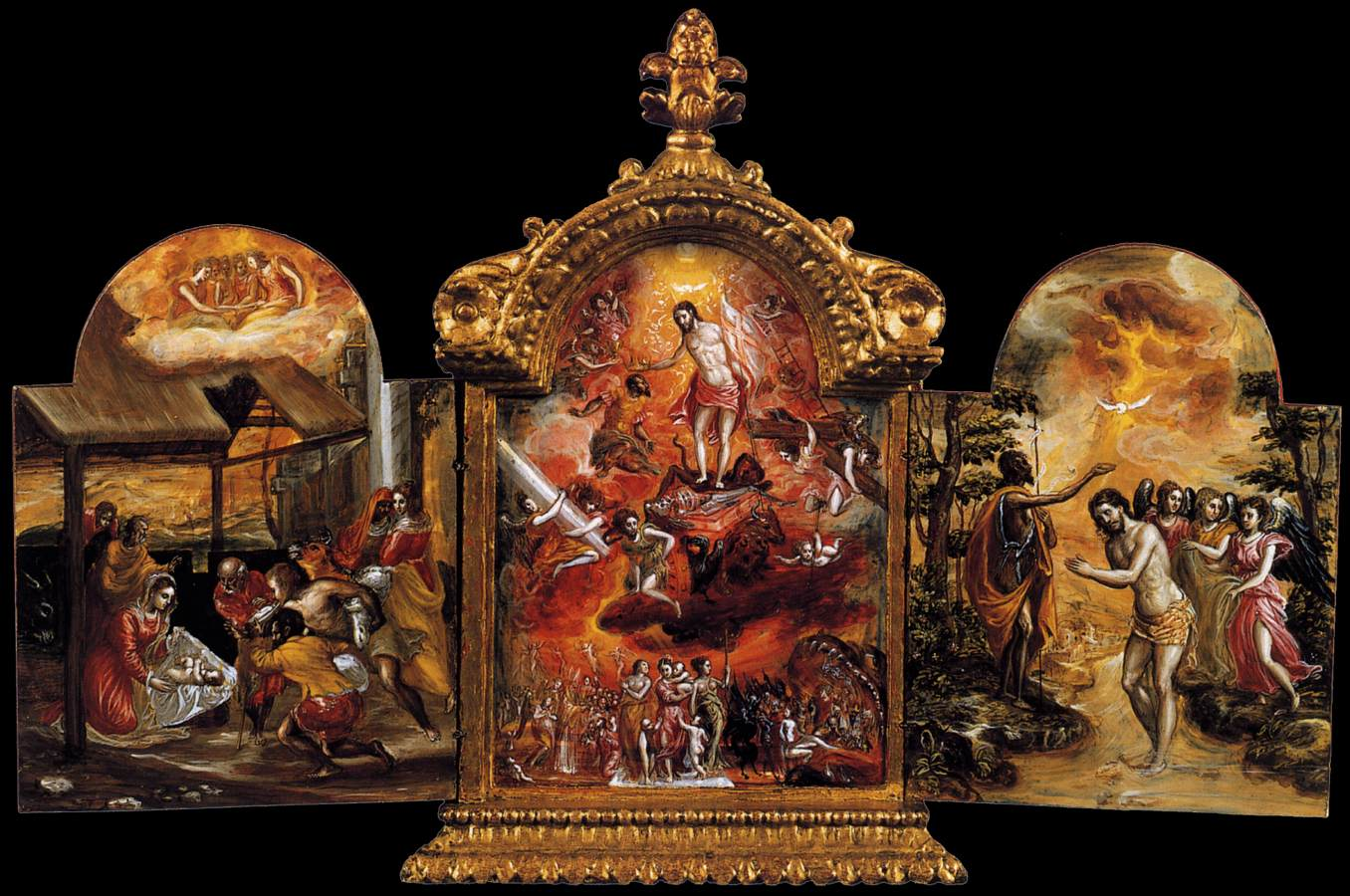
エル・グレコ『モデナの三連祭壇画』（1568年）エステンセ美術館（英語版）、モデナ
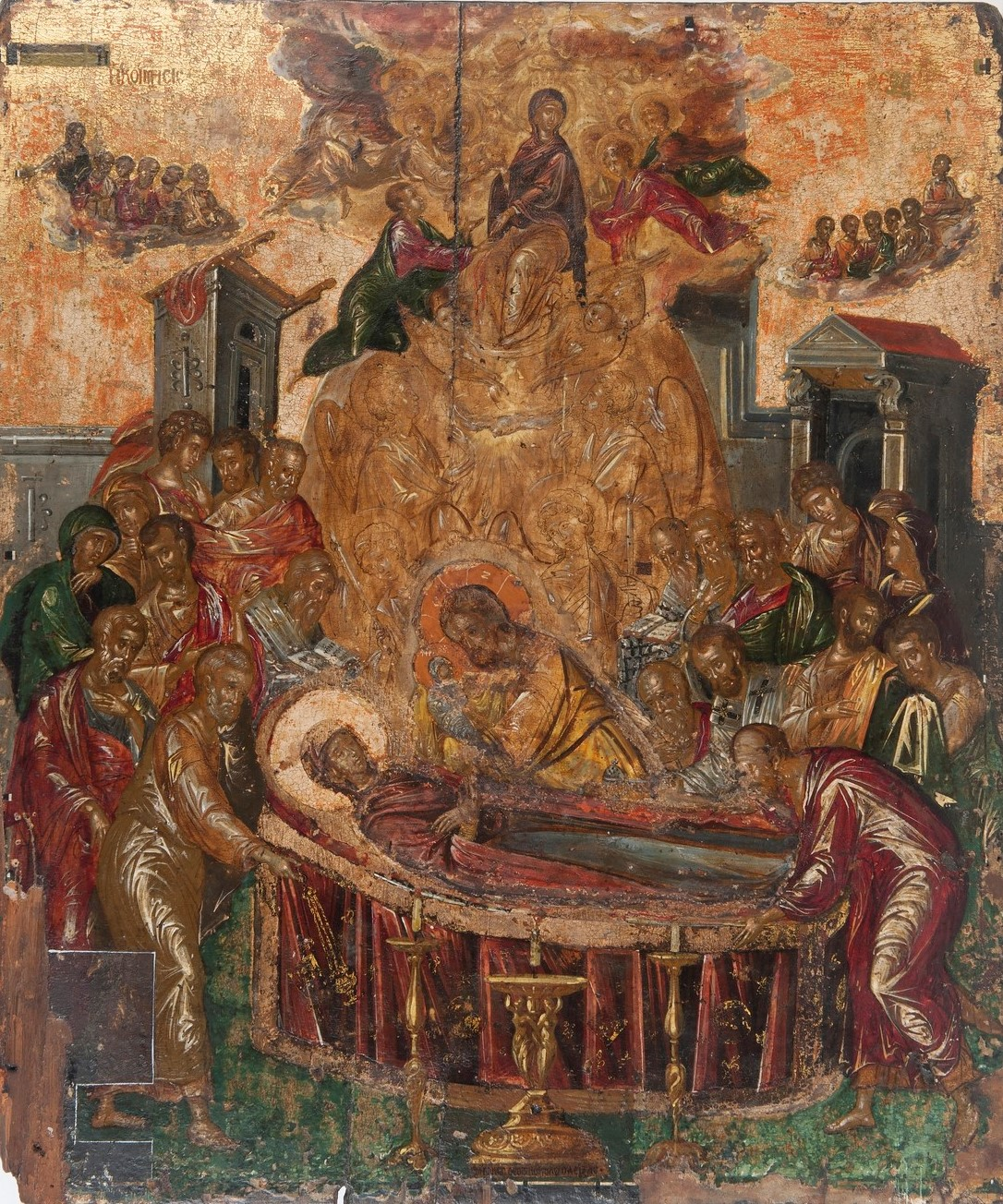
エル・グレコ『聖母の死』（1565-1566年）聖母の死聖教会 (Holy Cathedral of the Dormition of the Virgin)、エルムポリ (シロス島)
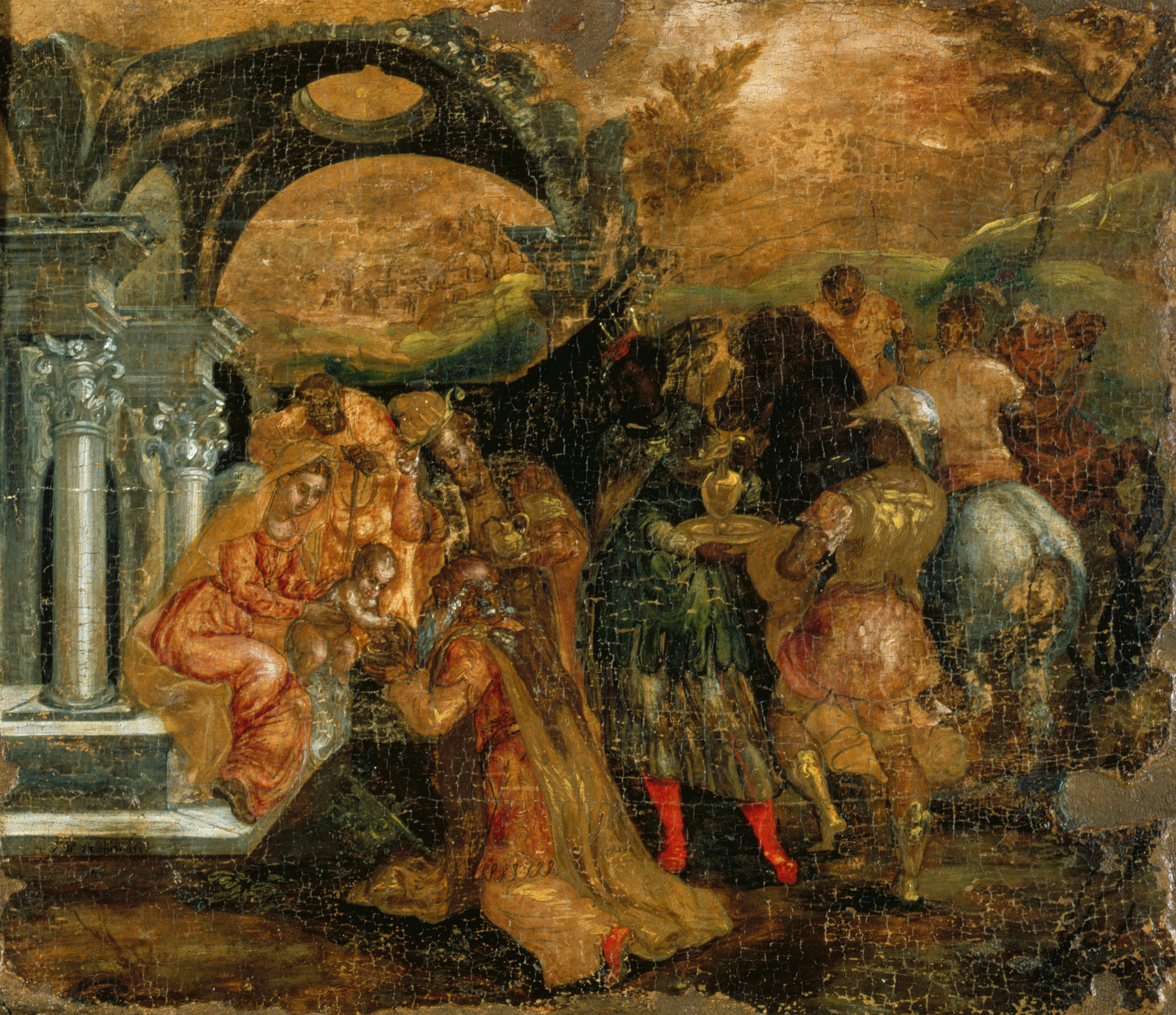
エル・グレコ『東方三博士の礼拝』（1565-1567年）ベナキ美術館、アテネ
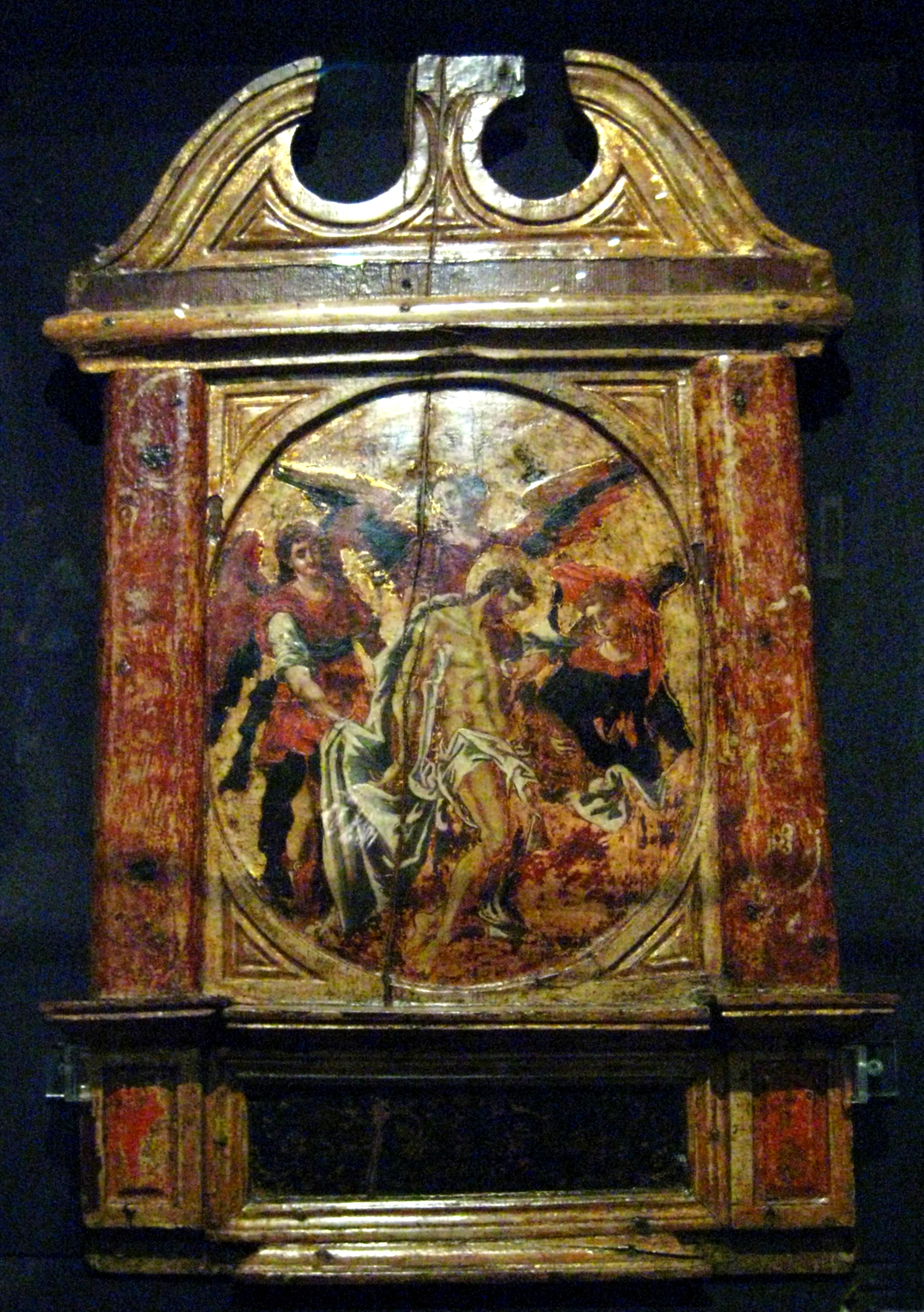
エル・グレコ『キリストの受難 (天使のいるピエタ)』（1566年）個人蔵